# Marek Schwarz
Pour les articles homonymes, voir Schwarz.
Marek Schwarz (né le 1er avril 1986 à Mladá Boleslav en Tchécoslovaquie) est un joueur professionnel tchèque de hockey sur glace. Il évolue au poste de gardien de but.

## Biographie

### Carrière de joueur
Formé au BK Mladá Boleslav, il est choisi lors du repêchage d'entrée dans la LNH 2004 au premier tour, en 17e place au total par les Blues de Saint-Louis. Sélectionné par les	Giants de Vancouver au cours de la sélection européenne de la Ligue canadienne de hockey en quarantième position, il part jouer une saison dans la Ligue de hockey de l'Ouest. En 2005, il passe professionnel avec le HC Sparta Prague. À l'issue de la saison, il retourne en Amérique du Nord et est assigné aux Rivermen de Peoria, club-école des Blues dans la Ligue américaine de hockey. Le 12 décembre 2006, il débute dans la LNH contre les Blackhawks de Chicago.

### Carrière internationale
Il représente l'équipe de République tchèque au niveau international. Il est membre des équipes médaillées de bronze au championnat du monde moins de 18 ans 2004 et junior 2005.

## Trophées et honneurs personnels
- Championnat du monde moins de 18 ans
  - 2003 : meilleur pourcentage d'arrêts.
  - 2004 : nommé meilleur gardien.
  - 2004 : meilleur pourcentage d'arrêts.
  - 2004 : meilleur moyenne de buts alloués.
- Championnat du monde junior
  - 2006 : nommé meilleur gardien.
  - 2005 : meilleur pourcentage d'arrêts.
  - 2005 : nommé dans l'équipe d'étoiles.